# لوسيانا مينديز
لوسيانا مينديز (بالبرتغالية: Luciana Mendes) هي منافسة ألعاب القوى برازيلية، ولدت في 26 يوليو 1971 في ريو دي جانيرو في البرازيل.

## وصلات خارجية
- لوسيانا مينديز على موقع الاتحاد الدولي لألعاب القوى (الإنجليزية)
- لوسيانا مينديز على موقع اللجنة الأولمبية الدولية (الإنجليزية)
- لوسيانا مينديز على موقع أوليمبيديا (الإنجليزية)